# Liên đoàn bóng đá Niger
Liên đoàn bóng đá Niger (tiếng Pháp: Fédération nigérienne de football) là tổ chức quản lý, điều hành các hoạt động bóng đá ở Niger. Liên đoàn quản lý đội tuyển bóng đá quốc gia Niger, tổ chức các giải bóng đá như vô địch quốc gia và cúp quốc gia. Liên đoàn bóng đá Niger gia nhập FIFA và CAF cùng năm 1967.